# Steinkreuz am Lechle

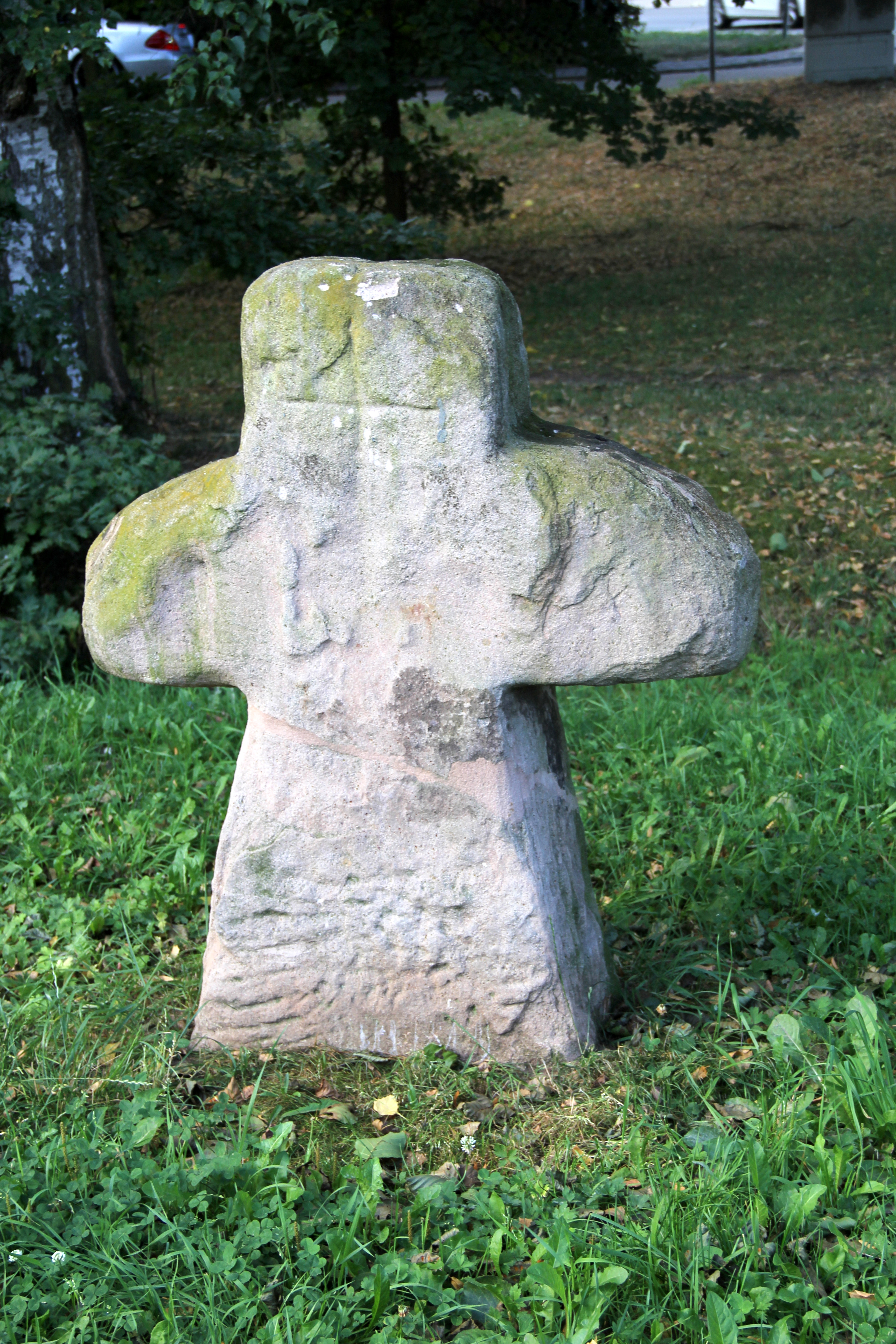
Steinkreuz am Lechle

Das Steinkreuz am Lechle ist ein historisches Steinkreuz in der Marktgemeinde Feucht im mittelfränkischen Landkreis Nürnberger Land in Bayern.

## Lage
Das Steinkreuz befindet sich im Ortsbereich von Feucht vor dem Anwesen Am Lechle 3. Es steht dort am Anfang der Grünanlage Lechle zwischen einem Weg und dem gleichnamigen Bach.

## Beschreibung

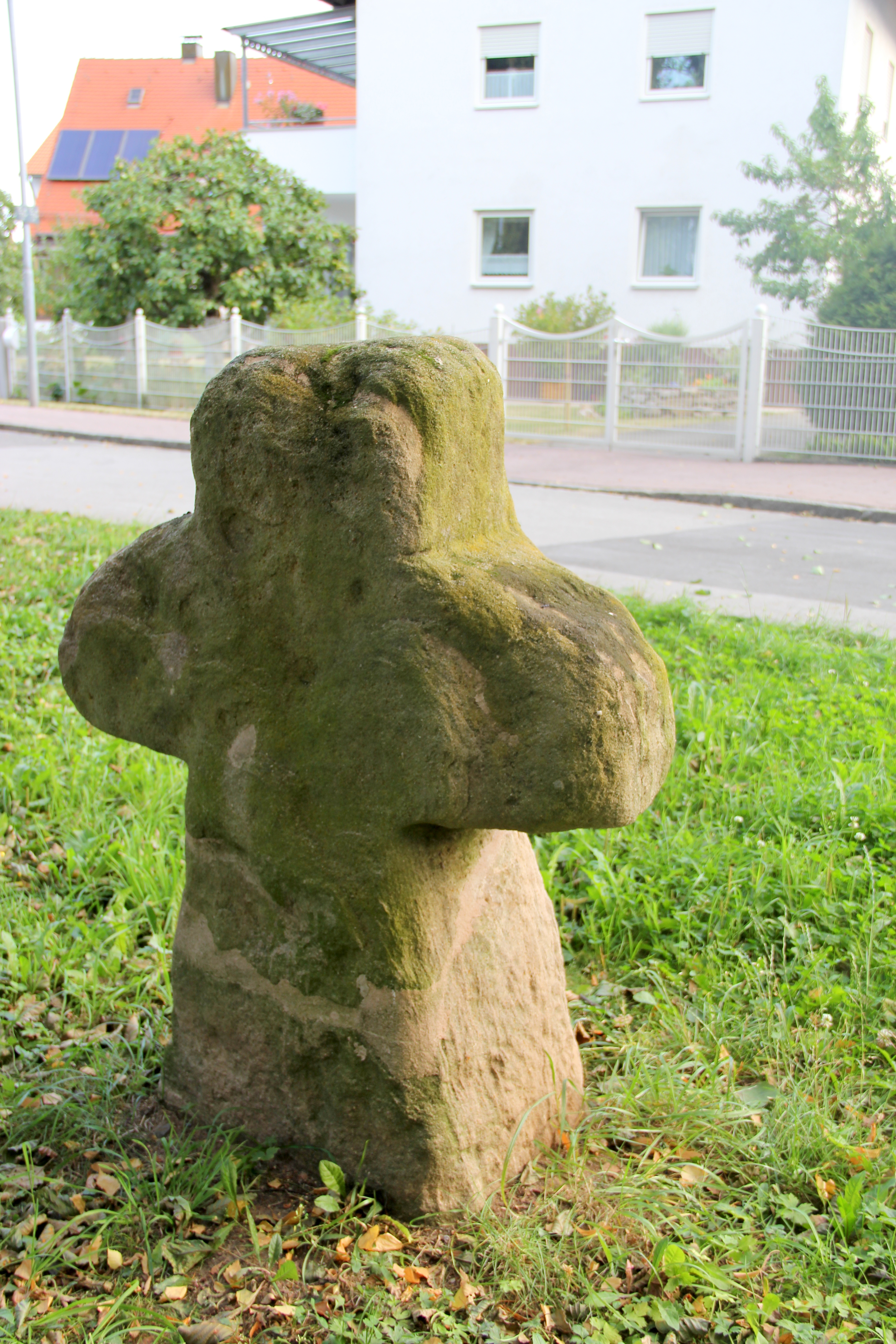
Die Vorderseite

Das urtümlich wirkende Sühnekreuz aus Sandstein ist etwa 110 cm hoch, 90 cm breit und 25 cm tief. Auf der nach Norden hin gerichteten Rückseite ist ein 20 mal 20 cm großes Kreuz eingeritzt. Im Winter 2008 wurde ein schräg verlaufender Bruch auf einer Höhe von 60 cm festgestellt. Das Rechtsmal wurde nachfolgend verdübelt, geklebt und restauriert. Im Mai 2010 wurde das restaurierte Kreuz dann wieder an der ursprünglichen Stelle aufgestellt.

## Geschichte und Sage
Das Relikt ist vermutlich spätmittelalterlich und wurde vom Bayerischen Landesamt für Denkmalpflege als Baudenkmal ausgewiesen.
Der Überlieferung nach soll hier 1410 ein Georg Fleck den Ulin Schuh aus Ezelsdorf erschlagen haben. Vom Kreuz wird erzählt, dass man nachts hier eine Stimme weinen hört. Oft sah man auch schon glühende Kohlen bei ihm liegen. Von dem Toten wurde das Leibzeichen (Körperteil vom Opfer mit rechtlicher Stellvertreterfunktion) oder Fraißpfand genommen.